# Pēteris Stučka
Pēteris Stučka ou Pyotr Stuchka (Riga, 26 de julho de 1865 – Moscou, 25 de janeiro de 1932) foi um advogado letão e político comunista, um dos líderes da Nova Corrente, editor de diversas publicações de imprensa socialista e comunista, representante soviético nas negociações de paz de Brest Litovski, Chefe do Governo da República Socialista Soviética da Letônia no contexto da Guerra de Independência da Letônia e Presidente do Supremo Tribunal da União Soviética.

## Biografia
Nascido em uma família abastada de Riga, estudou Direito na Universidade de São Petersburgo, onde conheceu Alexandre Ulyanov, irmão de Vladimir Ilyich Ulyanov (Lenin). Lá, se engajou em círculos estudantis revolucionários que posteriormente foram perseguidos pelo tsarismo. Participou da organização de uma greve geral na capital letã em 1905, conhecendo Lenin em São Petersburgo no ano seguinte.

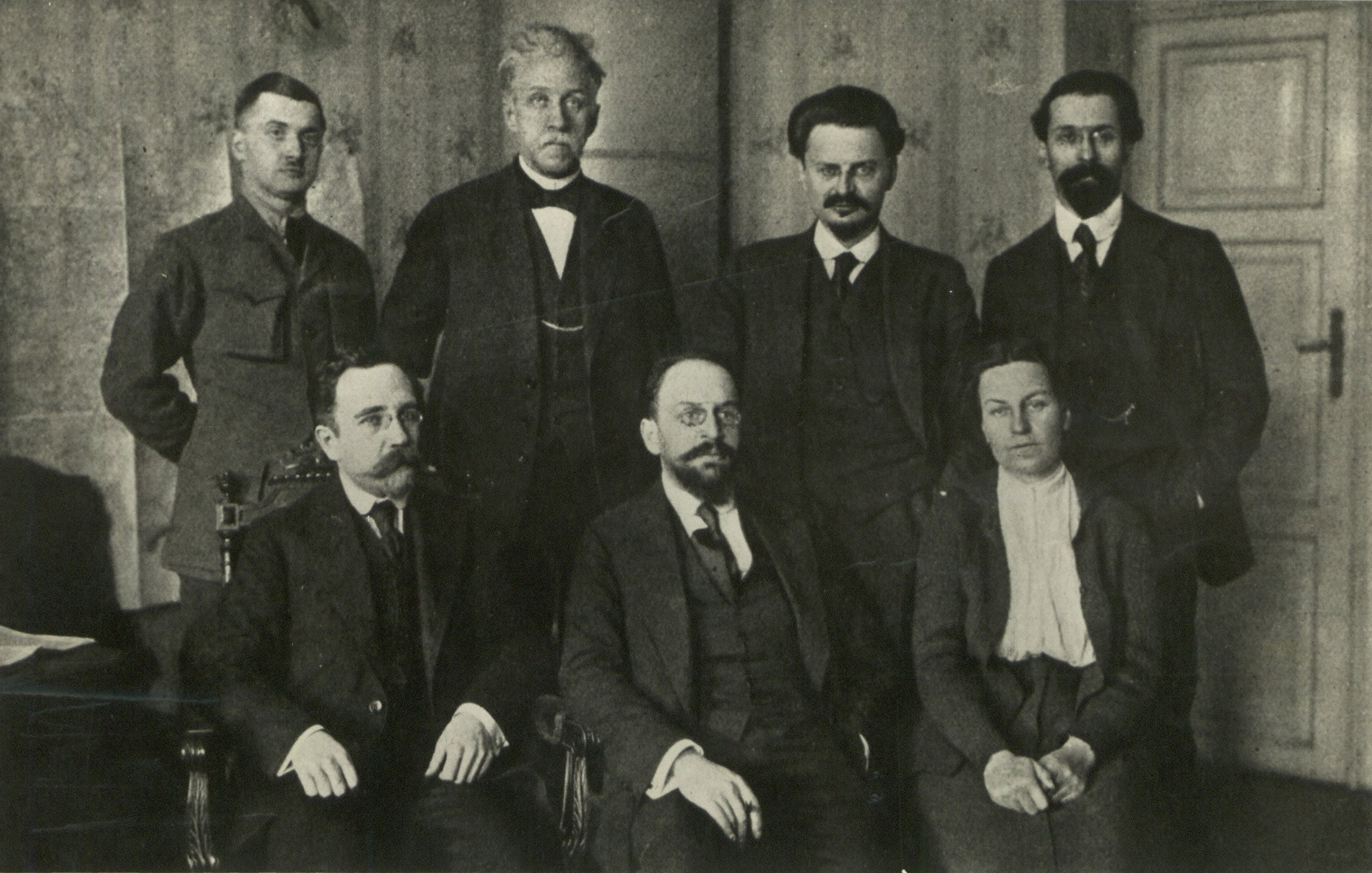
Delegação soviética em Brest-Litovsk. Sentados, da esquerda para a direita; Lev Kamenev, Adolph Joffe, Anastasia Bitzenko. De pé: Vladimir V. Lipskiy, Pēteris Stučka, Leon Trotsky, Lev Karakhan.

Exerceu a advocacia durante anos, defendendo os presos políticos do regime tsarista, vindo a ser reconhecido como um dos mais capazes juristas do movimento socialista russo, razão pela qual ocupou diversas posições na esfera jurídica. Ainda, foi redator do periódico bolchevique Pravda. Além de sua atividade militante e intelectual, combateu com os fuzileiros letões e em 1917 esteve ao lado dos bolcheviques na defesa do Instituto Smolny. Stuchka foi responsável pela reestruturação do sistema jurídico da revolução, tendo extinguido o sistema judicial e criado uma justiça popular revolucionária guiada pela "consciência jurídica revolucionária".
Faleceu no dia 25 de janeiro de 1932, sendo sepultado com honras revolucionárias na necrópole da Muralha do Kremlin.